# Esquimau (marque)
Pour les articles homonymes, voir Esquimau (homonymie).

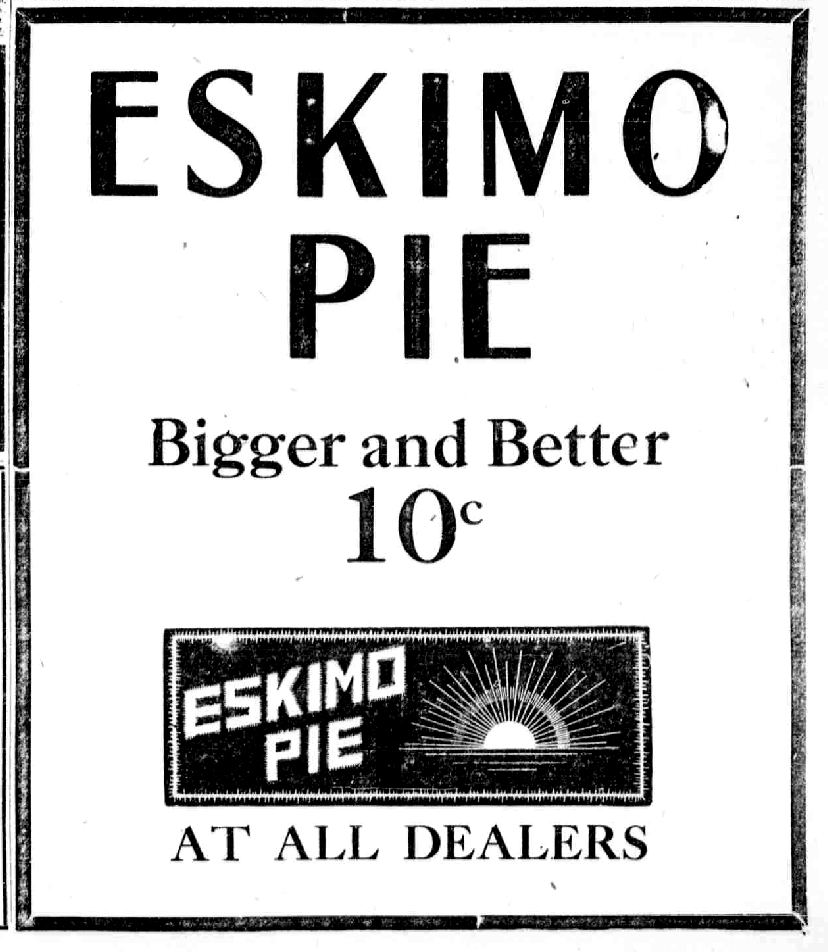
Publicité américaine de 1922, « Plus gros et meilleur, chez tous les marchands », 10 cents.

Esquimau était la marque de commerce de glaces sur bâtonnet de Gervais. Il s'agit d'une crème glacée enrobée de chocolat et montée sur un bâtonnet.

## Histoire
Le principe (une barre de glace, semblable à une sucette, enrobée de chocolat) est inventé en 1919 par l'américain Christian K. Nelson (1893-1992), immigrant danois qui découvre la propriété de l’huile de coprah servant à fixer le chocolat autour du bâtonnet. Il appelle son invention Eskimo Pie et la brevète le 24 janvier 1922 aux États-Unis. Lors de la sortie du film de Robert Flaherty, Nanouk l'Esquimau, la friandise est commercialisée pendant les projections du film. À Paris, la société Esquimaux-Brick est fondée en juin 1924 et se répand très vite dans les pays européens, Italie, Hongrie notamment. À noter que ces esquimaux ne possèdent pas encore de bâtonnet (ce sont des bricks). En 1926, la Société agrandit ses locaux parisiens, 14 et 16 rue de Lesseps. En 1931, Gervais rachète la Société Esquimaux-Brick qui est dissoute.

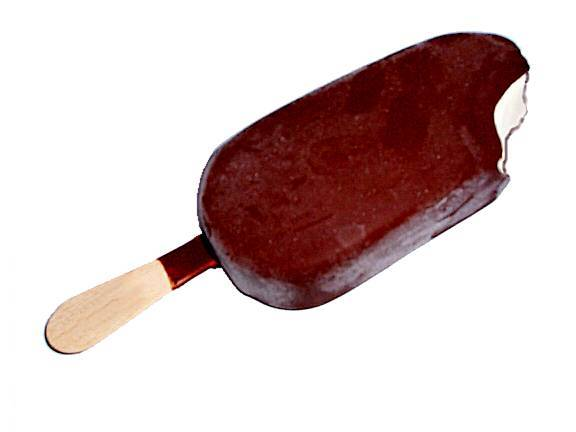
La glace en bâtonnet moderne reprend les mêmes caractéristiques générales que l'esquimau glacé original avec bâtonnet.

L'appellation Esquimau est reprise et déposée en France en 1928. Les Esquimaux Gervais sont commercialisés la même année. Lors de l'exposition coloniale internationale de 1931, l'esquimau glacé « made in France » est présenté aux Parisiens. Il devient populaire sur les plages lors des premiers congés payés, en 1936 (auparavant, il n'existait que des sorbets à l'eau et des crèmes aromatisées, aux parfums restreints : chocolat, vanille ou pistache).
La marque a été déposée par Gervais, puis a été renommée en « Kim » (« Kim esquimau » ou « Kim cône ») dans les années 1990-2000, victime du succès de l'appellation (la marque est utilisée comme nom commun, c'est-à-dire une antonomase).
Dans les années 2010, il est estimé qu'il se vend environ 3 milliards d'esquimaux par an.